# 红柄柳
红柄柳（学名：Salix wangiana var. tibetica）为杨柳科柳属下的一个变种。

## 扩展阅读
- 維基物種上的相關：红柄柳